# HAT-P-3b
HAT-P-3b هو كوكب خارج المجموعة الشمسية في كوكبة الدب الأكبر  يدور حول النجم HAT-P-3 على بعد 450 سنة ضوئية من الأرض.تم اكتشافه في 28 يوليو 2007 من قبل مشروع هاتنيت باستخدام طريقة العبور وتم تأكد اكتشافة من خلال مطيافة دوبلر.
HAT-P-3b مشتري حار كتلتة 0.609+0.021
−0.022 MJ أو حوالي 75 كتلة أرضية. متوسط مسافة HAT-P-3b المدارية 0.03899+0.00062
−0.00065 ويكمل مدارة خلال 3 أيام تقريباً.